# Храм Толгской иконы Богоматери (Кораллово)
Храм Толгской иконы Богоматери (Церковь Толгской Богоматери) — храм Русской православной церкви, который находился в селе Кораллово, Московская область. Был построен в 1803 году Алексеем Михайловичем Ярославовым, владельцем усадьбы Кораллово (Караулово). Утрачен в середине XX века.

## История
В 1801—1802 году Алексей Михайлович Ярославов начинает строительство в Коралово каменного храма Толгской иконы Божией Матери с приделами преподобного Михаила Малеина и святителя Николая Мирликийского Чудотворца. Эти символы были выбраны не случайно, так как они были покровителями семьи Ярославовых, выходцев из ярославских земель.
Существует гипотеза, что храм подвергся переносу из села Фуньково (Фуниково) в Кораллово, которыми владел на тот момент Алексей Ярославов.
9 июня 1803 года наместником Саввино-Сторожевского монастыря иеромонахом Иустином были освящены придельные храмы. Главный престол был освящен 26 июля 1808 году епископом Дмитровским Августином (Виноградским). Штат церковный состоял из священника, дьячка и пономаря, чьи дома находились рядом с церковью.
Храм состоял из 3 частей — колокольня, церковь и трапезная между ними. Каменный, сложенный под штукатурку. В процессе службы несколько раз перекрашивался. Огорожен каменным забором на опорных столбах. Внутри ограды По архитектурным деталям, храм можно отнести к стилю «провинциальный классицизм», характерный для XVIII века.
По воспоминаниям директора Эрмитажа А. А. Васильчикова храм был очень сырой и прохладный, что вынудило хозяина Кораллова строить в усадьбе домовую Троицкую церковь для жены и детей.
В 1812 году усадьба и храм подверглись разграблению французов, но здания не пострадали.
В 1834 году, рядом с храмом появляется местночтимый родник — «Громовой колодец». По легенде, родник открылся после удара молнии в землю. Родник сохранился до наших дней.
19 января 1887 года при храме Толгской Богоматери новые владельцы усадьбы — Александр и Ольга Васильчиковы открывают приют и церковно-приходскую школу для крестьянских детей. Заведующими школы становится священник Е. Бахарев, а затем священник А. Введенский. Уроки в школе вёл выпускник семинарии Василий Виноградов. Школа была смешанная, то есть для мальчиков и девочек. Последнее документальное упоминание о школе — 1913 год.
Храм села Караулово был последним местом служения священника Иоанна Моригеровского (умер до 1896 г.).
В конце XIX - начале XX века храм посещали Великий князь Сергей Александрович с супругой Елизаветой Фёдоровной.
В 1928 году храм был закрыт советской властью. Службы больше не возобновлялись. В 1941 году частично пострадал от боевых действий. Под защитой храма немцы оборудовали миномётную батарею. 23.11.1941 года лейтенант Екименко, командир танка «КВ-1» выстрелами в упор расстрелял колокольню храма с засевшими там пулемётчиками и автоматчиками. За свои действия был награждён орденом «Красного знамени».
С 1941 го по 1950-е подвергался растаскиванию на стройматериалы жителями окрестных деревень. В 1950-х годах окончательно разобран.
В 1960-е годы рядом с останками храма оборудована братская могила воинов 108 стрелковой дивизии, защищавших Звенигород в годы войны.
В 1995 году неподалеку от братской могилы поставлена часовня Рождества Богородицы. Архитектор — Михаил Хазанов.